# Grangettes-Turm
Der Grangettes-Turm (französisch Tour d’observation Grangettes) ist ein Vogelbeobachtungsturm, der in der Gemeinde Noville im Kanton Waadt steht.
Er befindet sich im Naturschutzgebiet Les Grangettes.

## Situation
Der aus Holz erstellte Turm ist 10 Meter hoch. 38 Treppenstufen führen zur Aussichtsplattform in 7,5 Meter Höhe.
Von der Plattform aus bietet sich eine Aussicht auf Vevey, den Genfersee und die Hügelketten entlang des Sees.
Vom Parkplatz des Campingplatzes Horizons Bleus erreicht man den Aussichtsturm in ca. 5 Minuten zu Fuss.

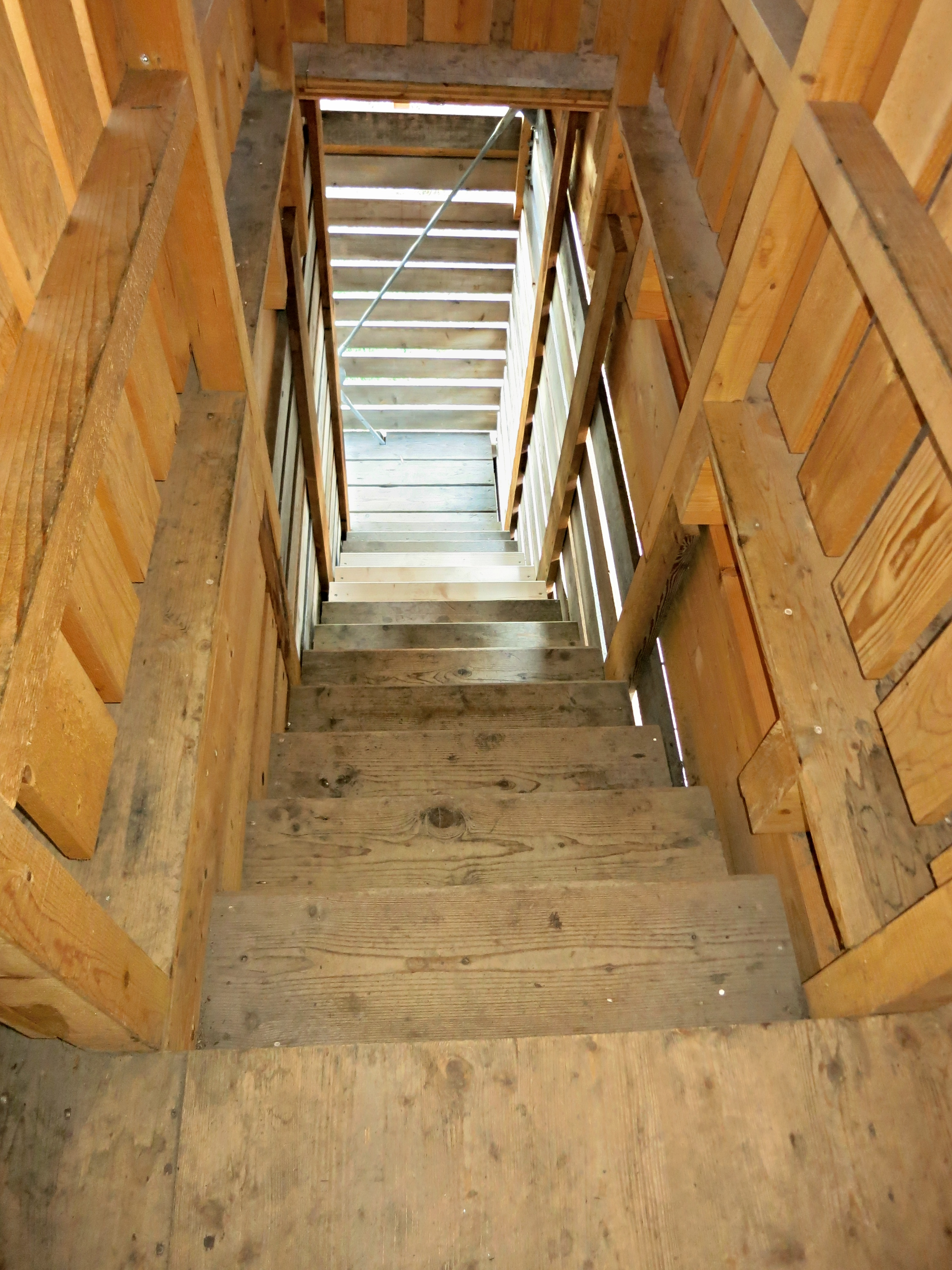
Treppen
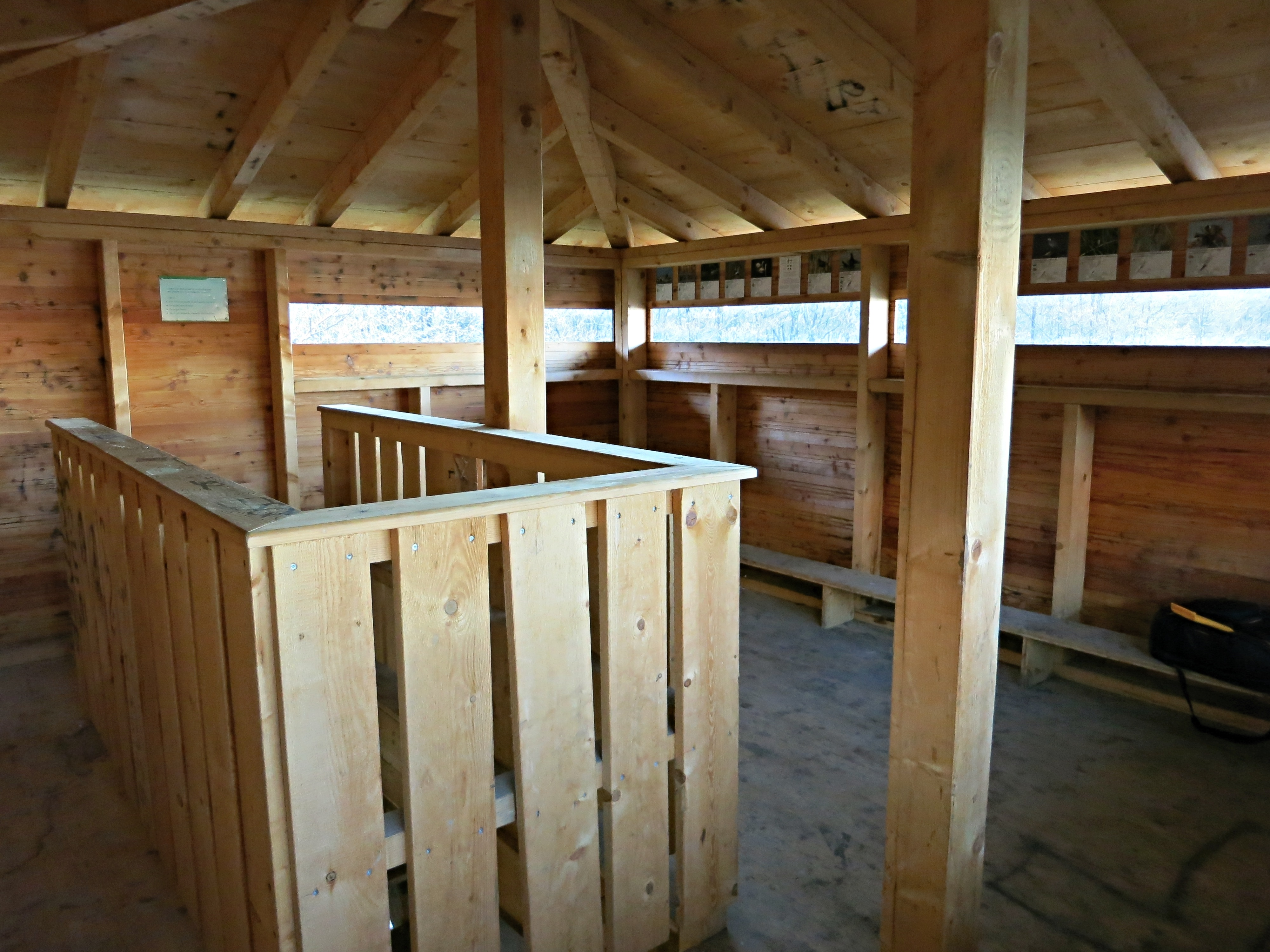
Aussichtsplattform